# Verd de París
El verd de París és un compost inorgànic, amb més precisió conegut sota el nom de coure (II) acetoarsenit. És una pols cristal·lina de color verd maragda altament tòxica. que s'ha usat com rodenticida i insecticida, i també és un pigment, malgrat la seva toxicitat. També es fa servir com colorant blau en pirotècnia. El seu color varia de blau verdós pàl·lid (quan està finament molt) a verd fosc (sense moldre).

## Preparació
Va ser preparat primer cap a l'any 1814.
El verd París es prepara combinant acetat de coure (II) i triòxid arsènic.

## Usos
El verd de París es va fer servir per matar rates a les clavequeres de París i d'això li ve el nom. A Amèrica, i a tot arreu, es va fer servir com insecticida cap a 1900 i es barrejava amb arseniat de plom. A la dècada de 1940 es va utilitzar ruixat des d'avions per combatre la malària. Va ser un pigment popular per usar-lo en la pintura dels vaixells contra els percebes que s'hi fixen. El seu ús com insecticida va acabar quan arribà el DDT que és menys tòxic. Com a pigment el verd de París va ser popular entre els pintors artístics donant un color base anomenat verd maragda encara no superat pels pigments moderns. Va ser el pigment preferit de Cézanne i domina en moltes de les seves obres. També el feia servir van Gogh. Cézanne desenvolupà una diabetis severa producte de l'enverinament amb arsènic i també la ceguesa de Monet i els trastorns neurològics de Van Gogh és probable que hi estiguin relacionats a la vegada que amb l'ús de pigments basats en mercuri.

## Pigments relacionats
Compostos naturals similars són els minerals Calcofil·lita Cu18Al₂(AsO₄)₃(SO₄)₃(OH)27·36(H₂O), Conicalcita CaCu(AsO₄)(OH), Cornubita Cu₅(AsO₄)₂(OH)₄·(H₂O), Cornwal·lita Cu₅(AsO₄)₂(OH)₄·(H₂O), and Liroconita Cu₂Al(AsO₄)(OH)₄·4(H₂O). Tenen colors que van del blau verdós al verd grogós.